# 罗卡德万德罗
罗卡德万德罗（義大利語：Rocca d'Evandro），是意大利卡塞塔省的一个市镇。总面积49.46平方公里，人口3483人，人口密度70.4人/平方公里（2009年）。ISTAT代码为061069。